# Paddington 16.50
A Paddington 16.50 Agatha Christie egyik regénye, mely 1957-ben a William Collins Sons and Company Ltd. adott ki Nagy-Britanniában. Eredeti címe 4.50 from Paddington. Az Amerikai Egyesült Államokban Murder, She Said, illetve What Mrs. McGillycuddy Saw címmel is kiadták. Magyarországon 1972-ben jelent meg az Európa Könyvkiadó gondozásában.

## Szereplők
- Miss Jane Marple
- Bacon felügyelő; a Scotland Yard tagja
- Griselda Clement; a néhai Leonard Clement lelkész özvegye
- Cornish őrmester
- Alfred Crackenthorpe; Luther Crackenthorpe fia
- Cedric Crackenthorpe; Luther Crackenthorpe fia
- Emma Crackenthorpe; Luther Crackenthorpe lánya
- Harold Crackenthorpe; Luther Crackenthorpe fia
- Lady Alice Crackenthorpe; Harold Crackenthorpe felesége
- Luther Crackenthorpe; a Crackenthorpe család feje
- Dermot Craddock; detektívfelügyelő
- Armand Dessin; a párizsi rendőrség felügyelője
- Alexander Eastley; Bryan Eastley gyermeke
- Bryan Eastley; Alexander Eastley édesapja
- Miss Ellis; Harold Crackenthorpe alkalmazottja
- Lucy Eyelesbarrow; a Crackenthorpe család házvezetőnője
- Florance Hill; Miss Marple szobalánya
- Madame Joliet; a Maritski Balett vezetője
- Mrs. Kidder; a Crackenthorpe család cselédje
- Elspeth McGillycuddy; Miss Marple barátnője
- Dr. Quimper, a Crackenthorpe család orvosa
- Dr. Morris; a Crackenthorpe család egykori orvosa
- James Stoddard-West; Lady Stoddard-West fia
- Lady Stoddard-West; James Stoddard-West édesanyja
- Anna Stravinska; a Maritski Balett táncosnője
- David West; Miss Marple unokaöccse
- Mr. Wimbourne; a Crackenthorpe család jogi képviselője

## Történet
Mrs. McGillycuddy egy bársonyülésen ül, és egy képes újságot olvas. Öt perccel később egy füttyszó után elindul a vonat. Az újság, melynek oldalán egy lányt fojtogatott valaki, kiesik a kezéből, mivel elaludt. Fél óra elteltével felébred, megigazítja kalapját, majd kinéz az ablakon. Abban a pillanatban a mellettük lévő vágányon egy velük azonos irányba haladó vonat ér melléjük. Mrs. McGillycuddy benézett a szomszéd sínpáron haladó kocsi ablakán. Teljesen megrémült, félig felemelkedett ültéből. Az ablaknak és egyben neki is háttal egy férfi állt a fülkében. A vele szemben álló nő nyakát szorongatta. A nő szeme kidülledt, arcát lilás foltok borították. Nem sokkal később bekövetkezett a vég: a nő teste elernyedt, és összecsuklott a férfi karjában...

## Magyarul
- Paddington 16.50. Bűnügyi regény; ford. Karig Sára; Európa, Bp., 1972

## Feldolgozások
- Gyilkosság, mondta a hölgy 1961-es angol mozifilm, fekete-fehér. Rendezte: George Pollock
- Paddington 16.50 1987-es angol tévéfilm. Rendezte: Martyn Friend
- Miss Marple: Paddington 16:50 2004-es angol tévéfilm. Rendezte: Andy Wilson
- Agasa Kurisutī no Meitantei Powaro to Māpuru - Padinton Hatsu Yonjigojūbun 1-4 2004-es japán anime
- Agatha Christie – 4.50 from Paddington (videójáték 2010)